# Sărățeni (okręg Marusza)
Sărățeni (węg. Sóvárad) – wieś w Rumunii, w okręgu Marusza, w gminie Sărățeni. W 2011 roku liczyła 1608 mieszkańców.